# Hemicordulia novaehollandiae
Hemicordulia novaehollandiae là loài chuồn chuồn trong họ Corduliidae. Loài này được Selys mô tả khoa học đầu tiên năm 1871.